# Ramón Torres Méndez
Pour les articles homonymes, voir Torres et Méndez.

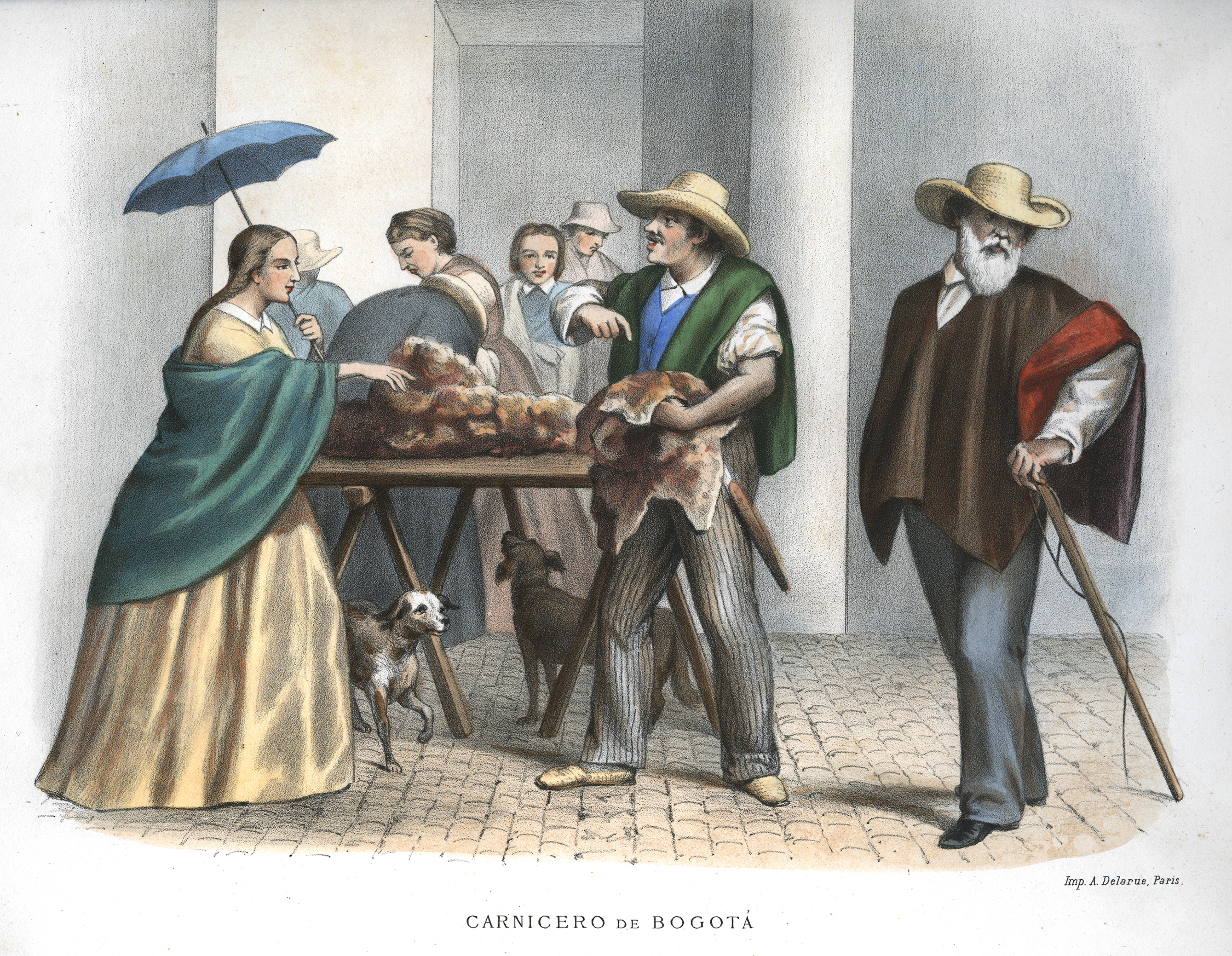
Boucher de Bogotá, Lithographie.

Ramón Torres Méndez, né le 29 août 1809 à Bogota où il meurt le 16 décembre 1885 , est un peintre et un lithographe colombien. Il est considéré comme l'un des artistes du costumbrismo les plus prolifiques et les plus importants du XIXe siècle en Colombie, et est connu pour ses scènes de genre sur la vie quotidienne colombienne de son époque en documentant les costumes, les professions et les passe-temps des gens.

## Biographie
Ramón Torres Méndez est un artiste autodidacte. En 1830, il s'enrôle dans l'armée et participe à la guerre contre le Venezuela. Il y est blessé, sans conséquences graves. Il crée son atelier en 1834 et peint de nombreux portraits. Il épouse María Medina en 1840.
Torres participe à l'exposition de l'école des Beaux-arts[Laquelle ?] en 1844, avec le tableau Apparition du Christ à Madeleine, et obtient un prix. Il organise en 1861 une exposition de plus de soixante-dix toiles ayant appartenu à différentes communautés religieuses expulsées du pays, les sauvant ainsi de la destruction.